# أنجيلا كبلر
أنجيلا كيبلر (بالإنجليزية: Angela Kepler)‏ (و. 1943  م) هي عالمة طيور، وعالمة حيوانات، وعالمة طبيعية نيوزيلندية، ولدت في نيوزيلندا.

## التعليم
تعلمت في جامعة كورنيل، وجامعة كانتربري، وجامعة هاواي.